# Schmidt-Gruppe (Spielautomaten)
Die Schmidt-Gruppe ist eine deutsche Unternehmensgruppe, die Casinos mit Geldspielautomaten und die Fitnessstudiomarke FitX betreibt. Hauptsitz der Gruppe ist Coesfeld in Nordrhein-Westfalen.

## Geschichte
Unternehmensgründer ist Ulrich Schmidt. Geschäftsführer ist inzwischen sein Sohn Arne Schmidt.
Im Jahr 2007 übernahm die Schmidt-Gruppe den Berliner Automaten-Hersteller Bally Wulff. 
Seit 2012 gehören die Fitnessstudiokette FitX und das Serviceunternehmen SG Service zur Schmidt-Gruppe.
Im Juni 2022 gab die Schmidt Gruppe bekannt, dass die Anteile an Bally Wulff vollständig an die tschechische Apex Gaming verkauft wurden.
Mit Wirkung zum 30. Juni 2023 firmiert die Schmidt Gruppe als Schmidt Gruppe SE.

## Unternehmen
Bei einem Jahresumsatz von rund 290 Millionen Euro und ca. 4.700 Mitarbeitern betreibt das Unternehmen etwa 180 Spielhallen. Nach den Branchenführern Gauselmann und Löwen-Play ist die Schmidt-Gruppe der drittgrößte Betreiber von Spielhallen in Deutschland.
Nach Angaben von Ulrich und Arne Schmidt liegt ein Schutz der Spieler gegen Spielsucht im Interesse des Unternehmens, Spielsüchtige vertrieben die anderen Gäste. Im Jahr 2007 habe die Gruppe ein Präventionskonzept für Spielsüchtige eingeführt und die Servicemitarbeiter geschult, der Spielsucht Verdächtige anzusprechen. Im Jahr 2011 habe es etwa einhundert Vermittlungsgespräche gegeben.

## Unternehmensgruppe
Die Schmidt Gruppe unterhält als Holding folgende Unternehmen in ihrer Gruppe:
- Schmidt Gruppe SE
- Schmidt Gruppe Verwaltungs GmbH
- SG Entertainment Holding SE
- SG Service Zentral GmbH
- SG Service West GmbH
- SG Service Nord GmbH
- SG Service Mitte GmbH
- SG vipion GmbH vormals: SG Service IT GmbH, vormals ISIOS GmbH, vormals Wertron Online Engineering GmbH
- Schmidt Gruppe Immobilien AG
- SG Immobilien Ruhrallee GmbH
- SG Immobilien Druffelsweg GmbH
- SG Spielstätten Immobilien GmbH
- SG Spielstätten Immobilien (2 & 3 & 4 & 5 & 6) GmbH
- FitX Beteiligungs GmbH
- FitX Deutschland GmbH
- FitX Bau- und Entwicklungs GmbH

## Sponsoring
Die Schmidt-Gruppe ist als Sponsor für regionale und nationale Handballmannschaften aktiv; seit 2010 ist sie Haupt-Sponsor der deutschen Frauen-Nationalmannschaft im Handball. Außerdem ist die SG Service Sponsor der Triathlon Abteilung der DJK Coesfeld. 